# Camino de los Reyes

El Camino de los reyes (en rojo) en el siglo XIV a. C.

El Camino de los Reyes fue una ruta comercial de vital importancia para el creciente fértil, que unía el Nilo con el Éufrates cruzando la península del Sinaí y el Levante mediterráneo. Su importancia estratégica está en el fondo de las guerras entre los distintos imperios, Egipto, Hati o Asiria, y posiblemente en las que mantuvieron el Reino de Israel y el de Judá.
Una de las referencias más antiguas al Camino de los Reyes es bíblica:

Así que te rogamos que nos dejes pasar por tu territorio. No pasaremos a través de campos sembrados o de viñedos, ni beberemos el agua de los pozos; iremos a lo largo del camino del rey, sin desviarnos a derecha o izquierda hasta que hayamos pasado a través de tu territorio.
Números 20, 17

## Trazado
Comenzaba en Heliópolis y se dirigía al este, a Clysma (Suez). Atravesaba el desierto del Sinaí por el paso de Mitla, protegido por las fortalezas de Nekhl y Themed, hasta llegar a Eilat y Aqaba en el norte del Mar Rojo. 
Desde el golfo de Aqaba, ya en Oriente Medio, tomaba la dirección norte siguiendo el valle de Aravá y pasando por Petra, Ma'an, Udruh, Sela, y Shaubak, y cruzando las ciudades moabitas de Al Karak y Madaba, hasta llegar al mar Muerto. Desde allí seguía al río Jordán por su margen oriental, pasando por Rabbah (Amán), Gerasa y Bozrah, hasta alcanzar luego Damasco.
Una vez en Damasco se unía a la Vía Maris, virando hacia el este, para llegar a Resafa en el curso superior del río Éufrates, pasando por Palmira.

## Otros usos
Esta ruta también fue usada por los nabateos, que traficaban con artículos de lujo como resina de incienso y especias desde el sur de Arabia hasta Petra. 
Durante el período romano, una sección del camino formó parte de la Via Nova Trajana, que unía Europa con Arabia.
Posteriormente la ruta ha sido utilizada por los peregrinos cristianos a Tierra Santa, para acceder al Monte Nebot o a Betania. Para los musulmanes, fue la ruta principal del Hajj a la Meca, hasta que los otomanos construyeron el Tariq al-Bint en el siglo XVI.
Jordania explota turísticamente el tramo que cruza su territorio, con visitas a Amán, Jerash, Madaba, el castillo cruzado de Al Karak (Crac de los moabitas), Betania (donde fue bautizado Jesucristo), Petra, Shaubak (Crac de Montreal) y Aqaba.